# Now, This Is Fun
Now, This Is Fun este o piesă a formației britanice Depeche Mode. Piesa a apărut pe albumul A Broken Frame, în 1982.